# Гай Папирий Турд
Гай Папирий Турд (на латински: Gaius Papirius Turdus) e политик на Римската република през 2 век пр.н.е. През 177 пр.н.е. той служи като народен трибун.

## Биография
Произлиза според Цицерон от плебейския клон Папирии Турди на старата римска фамилия Папирии, а според Ливий от род Турдии (gens Turdia).
През 177 пр.н.е. той критикува консула Авъл Манлий Вулзон по време на отсъствието му, затова че претърпял голяма загуба при вражеско нападение в Истрия. Помага му и колегата му Авъл Лициний Нерва. Двамата искат на Вулзон да не се признае вече продълженият империум за следващата година и да го дадат на съд. Планът не успява, заради мнението на другия народен трибун Квинт Елий Пет.
За консулските избури през 177 пр.н.е. в Рим пристига другият консул Марк Юний Брут. Той е разпитан от Турд и Нерва за случилото се в Истрия, но Брут казва, че е бил там само единадесет дена и не знае повече за това от народните трибуни. Те не признават защитата на Брут и нападат отново Вулзон. Обвиняват го, че не се е допитал до Сената и че е водил лекомислена военна тактика и го предупреждават, че по-късно го чака процес. За Труд няма повече сведения.